# روبرت إل. باتن
روبرت إل. باتن هو سياسي أمريكي، ولد في 21 نوفمبر 1925 في ليكلاند في الولايات المتحدة، وتوفي في 15 مايو 1994. نشط حزبياً في الحزب الديمقراطي. وقد انتخب عضو مجلس نواب جورجيا ‏.